# Dragoneutes pilosus
Dragoneutes pilosus là một loài bọ cánh cứng trong họ Cerambycidae.